# Fungal Biology Reviews
Fungal Biology Reviews – międzynarodowe czasopismo naukowe o tematyce mykologicznej, wydawane przez British Mycological Society (Brytyjskie Towarzystwo Mykologiczne). Zapewnia kompleksową platformę dla naukowych artykułów przeglądowych, których celem jest omówienie wszystkich aspektów grzybów. Jest kontynuacją czasopisma Bulletin of the British Mycological Society, to zaś z kolei jest kontynuacją czasopisma Mycologist.
Fungal Biology Reviews obejmuje wszystkie dziedziny biologii grzybów, zarówno podstawowe, jak i stosowane, w tym różnorodność grzybów, ekologię, ewolucję, fizjologię i ekofizjologię, biochemię, genetykę i biologię molekularną, biologię komórki, interakcje (symbioza, patogeneza itp.), aspekty środowiskowe, biotechnologię i taksonomię. Bierze pod uwagę aspekty wszystkich organizmów historycznie lub niedawno uznanych za grzyby, w tym porosty, mikrosporydia, lęgniowce, śluzowce, stramenopile i drożdże.
Artykuły publikowane są w języku angielskim. Część artykułów publikowana jest w otwartym dostępie, część w subskrypcji (odpłatnie).